# 風師山

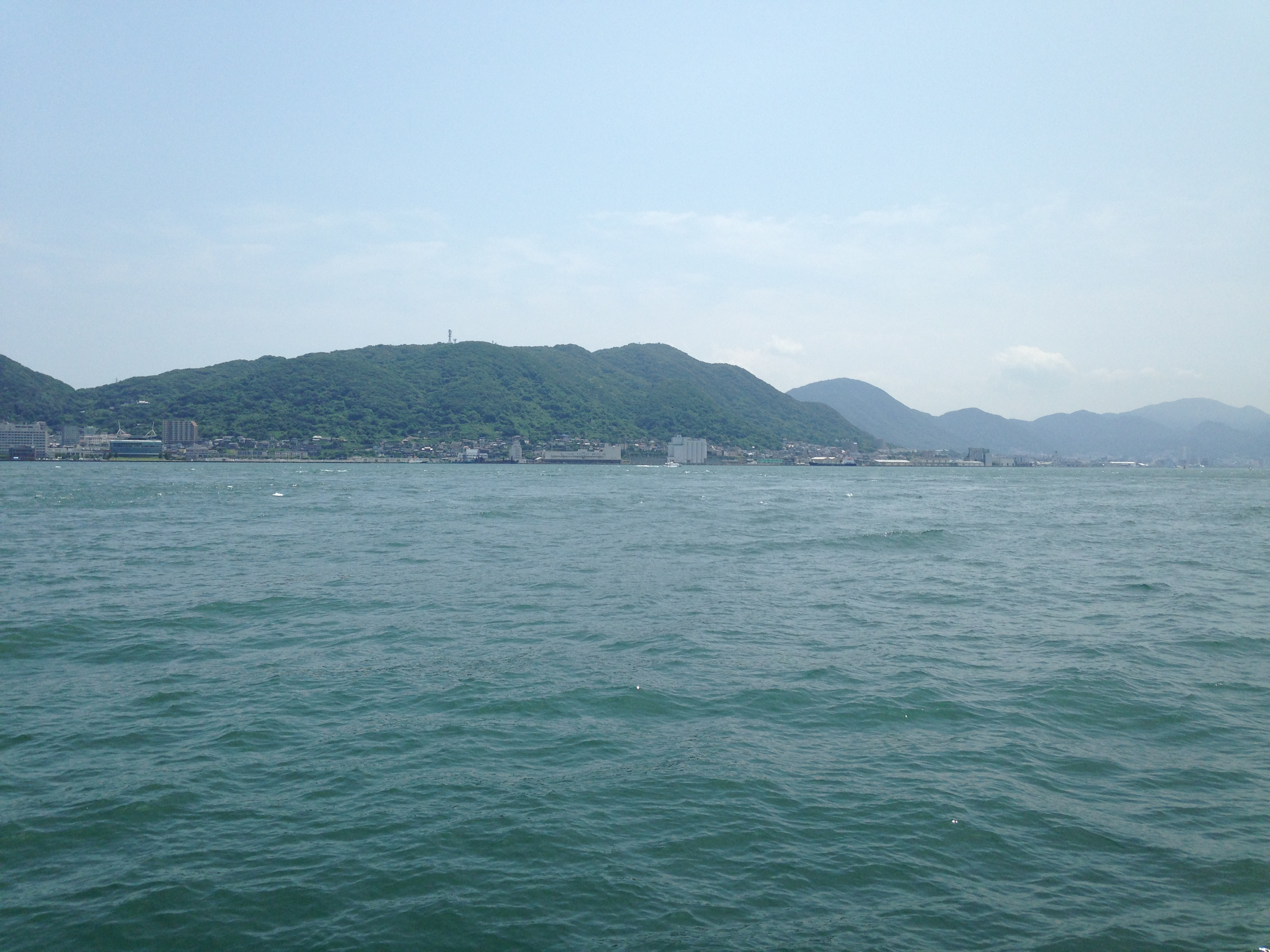
遠景

風師山（かざしやま）は福岡県北九州市門司区小森江にある山。標高362m。

## 概要
九州最北端を形成する企救半島に位置し、企救山地を形成する山の1つである。山は風頭岩峰・風師山・風師南峰の3峰から形成される。風師山・戸ノ上山・足立山の3山をもって「企救三山」を形成する。西側のふもとを鹿児島本線・国道3号が、東側のふもとを北九州高速4号線が通っている。山頂からは、関門海峡や門司港、対岸の下関の街並みだけでなく、玄界灘・周防灘を眺めることができる。山頂には三角点があるほか、無線施設が設置されている。
1953年の西日本大水害では、山腹が崩壊して多数の土石流が発生。山麓一帯に多くの被害を出した。

## 施設
- 小森江子供のもり公園
- XRAIN - 国土交通省の雨量観測施設

### NHK門司FM中継放送所
| 放送局名    | 周波数  | 空中線電力 | 実効輻射電力 | 放送対象地域 | 放送区域内世帯数 |
| ----------- | ------- | ---------- | ------------ | ------------ | ---------------- |
| NHK北九州FM | 82.2MHz | 100W       | 120W         | 福岡県東部   | -                |

### 火ノ山下潮流信号所
海上保安庁が関門海峡（早鞆瀬戸）の流速を潮流放送で提供していた、特別業務の局で、名前は対岸の下関市・火の山の麓が由来となっている。2022年12月16日、無線局廃止。
| 局名     | コールサイン | 周波数    | 空中線電力 |
| 火ノ山下 | ひのやました | 1625.5kHz | 2W         |

## 登山道
登山道は、三角山・矢筈山とともに、「企救自然歩道」として整備されている。その一部は北九州国定公園に指定されている。
登山口は門司港駅からは清滝公園、小森江方面からは「小森江子供のもり公園」である。門司港駅から登山した場合、途中の通信施設付近まで車道が引いてある。また、矢筈山にかけて下関要塞の遺構が残っている。